# أوقست كيس
أوقست كيس (بالألمانية: August Kiß)‏ هو نحات ألماني، ولد في 11 أكتوبر 1802 في مقاطعة سيليزيا، وتوفي في 24 مارس 1865 في برلين في ألمانيا.